# Communauté de communes Vendée, Sèvre, Autise
Die Communauté de communes Vendée, Sèvre, Autise ist ein französischer Gemeindeverband mit der Rechtsform einer Communauté de communes im Département Vendée in der Region Pays de la Loire. Sie wurde am 21. Dezember 1992 gegründet und umfasst aktuell 15 Gemeinden. Der Verwaltungssitz befindet sich in der Gemeinde Rives-d’Autise (bis 2018 in dessen Ortsteil Oulmes).

## Historische Entwicklung
Mit Wirkung vom 1. Januar 2019 gingen die ehemaligen Gemeinden Nieul-sur-l’Autise und Oulmes in die Commune nouvelle Rives-d’Autise auf. Dadurch verringerte sich die Anzahl der Mitgliedsgemeinden auf 15.

## Mitgliedsgemeinden
| Gemeinde                                     | Einwohner 1. Januar 2022 | Fläche km² | Dichte Einw./km² | Code INSEE | Postleitzahl |
| -------------------------------------------- | ------------------------ | ---------- | ---------------- | ---------- | ------------ |
| Benet                                        | 4.059                    | 50,01      | 81               | 85020      | 85490        |
| Bouillé-Courdault                            | 595                      | 9,73       | 61               | 85028      | 85420        |
| Damvix                                       | 731                      | 11,66      | 63               | 85078      | 85420        |
| Faymoreau                                    | 205                      | 10,99      | 19               | 85087      | 85240        |
| Le Mazeau                                    | 457                      | 8,23       | 56               | 85139      | 85420        |
| Liez                                         | 296                      | 8,38       | 35               | 85123      | 85420        |
| Maillé                                       | 757                      | 17,66      | 43               | 85132      | 85420        |
| Maillezais                                   | 895                      | 20,33      | 44               | 85133      | 85420        |
| Puy-de-Serre                                 | 318                      | 13,81      | 23               | 85184      | 85240        |
| Rives-d’Autise                               | 2.054                    | 31,91      | 64               | 85162      | 85240, 85420 |
| Saint-Hilaire-des-Loges                      | 1.904                    | 35,20      | 54               | 85227      | 85240        |
| Saint-Pierre-le-Vieux                        | 924                      | 23,19      | 40               | 85265      | 85420        |
| Saint-Sigismond                              | 424                      | 10,46      | 41               | 85269      | 85420        |
| Vix                                          | 1.829                    | 28,53      | 64               | 85303      | 85770        |
| Xanton-Chassenon                             | 743                      | 19,24      | 39               | 85306      | 85240        |
| Communauté de communes Vendée, Sèvre, Autise | 16.191                   | 299,33     | 54               | –          | –            |